# Раси (Польща)
Раси (пол. Rasy) — село в Польщі, у гміні Дружбиці Белхатовського повіту Лодзинського воєводства.
Населення — 244 особи (2011).
У 1975-1998 роках село належало до Пйотрковського воєводства.

## Демографія
Демографічна структура станом на 31 березня 2011 року:
|          | Загалом | Допрацездатний вік | Працездатний вік | Постпрацездатний вік |
| -------- | ------- | ------------------ | ---------------- | -------------------- |
| Чоловіки | 117     | 28                 | 78               | 11                   |
| Жінки    | 127     | 25                 | 76               | 26                   |
| Разом    | 244     | 53                 | 154              | 37                   |